# تاكيشي يونيزوا
تاكيشي يونيزَوا (باليابانية: 米澤 剛志) (6 فبراير 1969 في أوساكا في اليابان – )؛ هو لاعب كرة قدم ياباني سابق كان يلعب كمدافع.

## وصلات خارجية
- تاكيشي يونيزوا على موقع رابطة كرة القدم اليابانية للمحترفين (اليابانية)
- تاكيشي يونيزوا على موقع عالم كرة القدم.نت (الإنجليزية)